# Robuloides
Robuloides es un género de foraminífero bentónico de la familia Robuloididae, de la superfamilia Robuloidoidea, del suborden Lagenina y del orden Lagenida. Su especie tipo es Robuloides lens. Su rango cronoestratigráfico abarca desde el Lopingiense (Pérmico medio) hasta el Ladiniense (Triásico medio).

## Clasificación
Robuloides incluye a las siguientes especies:
- Robuloides acutus †
- Robuloides aequalis †
- Robuloides bellus †
- Robuloides elegans †
- Robuloides gibbus †
- Robuloides gourisiensis †
- Robuloides lens †
- Robuloides orientalis †
- Robuloides reicheli †